# Alexander Tschirch
(Wilhelm Oswald) Alexander Tschirch (Guben, Alemania, 17 de octubre de 1856 - 2 de diciembre de 1939) fue un farmacéutico, micólogo, taxónomo y botánico suizo, nacido en Alemania.

## Biografía
De 1878 a 1880, estudió en la Universidad de Berlín, y entrenamiento en farmacia en Dresde y en la Berner Staatsapotheke (Farmacia Estatal de Berna); y, obtuvo su doctorado en Friburgo en 1881, seguido por su título en botánica en Berlín en 1884. Entre 1889 a 1890 hizo un viaje de estudios por la India, Ceilán y Java. De 1890 a 1932 fue profesor de farmacia y farmacognosia en la Universidad de Berna, sirviendo como rector de 1908 a 1909.
Tschirch es conocido por sus estudios de anatomía vegetal e investigación de resinas y glucósidos antraquinónicos. Hizo contribuciones significativas para la cuarta y la quinta edición de la Farmacopea Helvética. Fue el autor de veinte libros y numerosos artículos de revistas, y entre sus publicaciones Die Harze und die Harzbehälter mit der Einschluss Milchsäfte, un libro de referencia de gran prestigio en resinas y otros extractos de plantas.

## Escritos más importantes

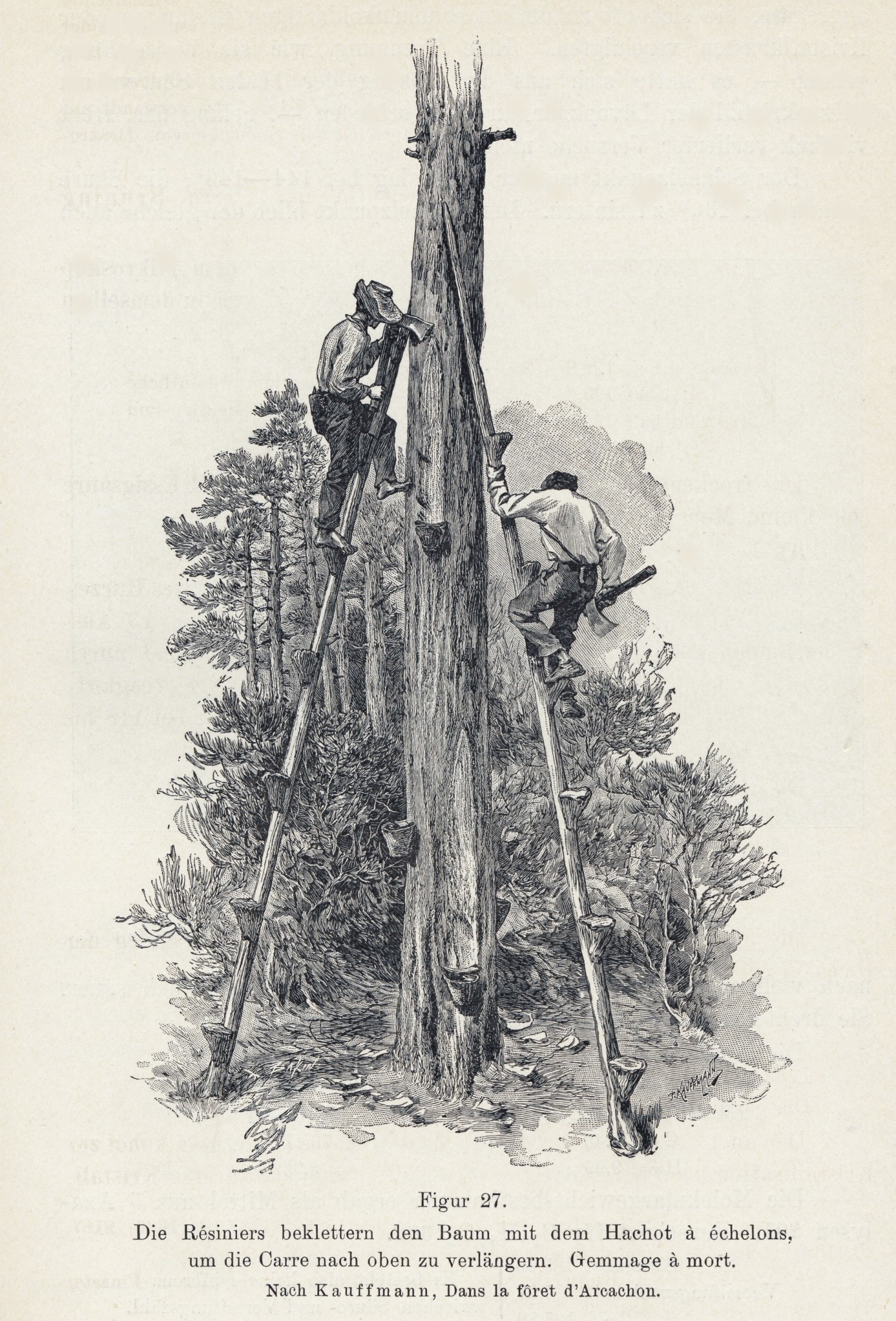
Extracción de resina en Francia, de su texto "Die Harze und die Harzbehälter mit Einschluss der Milchsäfte", 2.ª ed. 1906, p. 557)

- Untersuchungen über das Chlorophyll (1884) –- Investigaciones sobre clorofila.

- Grundlagen der Pharmakognosie (con Friedrich August Flückiger, Berlín 1885) --Fundamentos de farmacognosia.

- Angewandte Pflanzenanatomie (Viena y Leipzig 1889) -- Anatomía aplicada vegetal.

- Untersuchungen über die Sekrete (1890 to 1899) –- Investigaciones de secreciones.

- Indische Heil- und Nutzpflanzen (1892) –- Medicina de la India y plantas útiles.

- Das Kupfer, vom Standpunkte der gerichtl. Chemie, Toxikologie und Hygiene (Stuttgart 1893) -- Cobre, desde un punto de vista de la química, toxicología e higiene. Ed. de University and State Library Düsseldorf

- Anatomischer Atlas der Pharmakognosie (with Otto Österle, 1893) -- Atlas de Anatomía de Farmacognosia.

- Beziehungen des Chlorophylls zum Blutfarbstoff (1896) -- Relationships of chlorophyll to hemoglobina.

- Versuch einer Theorie der organischen Abführmittel, welche Oxymethylanthrachinone enthalten (1898) -- Theory of organic laxatives which contain oxymethylanthrachinone.
- Die Harze (1899) –- Resins.[1]
- Anatomischer Atlas der Pharmakognosie und Nahrungsmittelkunde: (with 81 tables- Leipzig: Tauchnitz, 1900). --- Anatomical atlas of pharmacognosy and "food science". Digital edition by the University and State Library Düsseldorf
- Die Harze und die Harzbehälter mit Einschluss der Milchsäfte (second edition- 1906)
- Handbuch der Pharmakognosie. (volume 1-[4]. Leipzig, Tauchnitz 1909-1927) -- Textbook of Pharmacognosy.
- Terminologie und Systematik im pharmakochemischen Systeme der Drogen, speziell in der Kohlehydrat-o gruppe ([S.l.] 1911) Digital edition by the University and State Library Düsseldorf
- Les Problèmes modernes de la Pharmacognosie ([S.l.] 1911) Digital edition by the University and State Library Düsseldorf
- Erlebtes und Erstrebtes: Lebenserinnerungen. (Bonn, 1921) memorias.

- La abreviatura «Tschirch» se emplea para indicar a Alexander Tschirch como autoridad en la descripción y clasificación científica de los vegetales.[2]